# 마사 맥샐리
마사 엘리자베스 맥샐리(Martha Elizabeth McSally, 1966년 3월 22일 ~ )는 미국의 정치인이다.

## 학력
- 미국 공군사관학교 생물학 학사
- 하버드 대학교 공공정책학 석사

## 경력
- 미국 공군 대령
- 2015.01 ~ 2019.01 제114·115대 미국 애리조나주 제2구 연방하원의원
- 2019.01 ~ 2020.12 제116대 미국 애리조나주 연방상원의원

## 역대 선거 결과
| 선거명        | 직책명                        | 대수  | 정당   | 득표율 | 득표수      | 결과 | 당락                     |
| ------------- | ----------------------------- | ----- | ------ | ------ | ----------- | ---- | ------------------------ |
| 2012년 선거   | 하원의원 (애리조나 제4선거구) | 113대 | 공화당 | 49.57% | 144,884표   | 2위  | 낙선                     |
| 2014년 선거   | 하원의원 (애리조나 제4선거구) | 114대 | 공화당 | 50.04% | 109,714표   | 1위  | 애리조나주 하원의원 당선 |
| 2016년 선거   | 하원의원 (애리조나 제4선거구) | 115대 | 공화당 | 56.96% | 179,806표   | 1위  | 애리조나주 하원의원 당선 |
| 2018년 선거   | 상원의원 (애리조나 제1부)     | 116대 | 공화당 | 47.61% | 1,135,200표 | 2위  | 낙선                     |
| 2020년 재선거 | 상원의원 (애리조나 제3부)     | 117대 | 공화당 | 48.81% | 1,637,661표 | 2위  | 낙선                     |